# Amnéville
Amnéville (Duits: Amenweiler of Stahlheim) is een gemeente in het Franse departement Moselle (regio Grand Est). De plaats maakt deel uit van het arrondissement Metz. De gemeente telde 10.853 inwoners op 1 januari 2022.

## Bezienswaardigheden
Amnéville, op geringe afstand van Metz gelegen, beschikt over een "Centre thermale" (warme, minerale bron), waaromheen een groot recreatiecentrum gegroeid is met onder meer een zaal met 12.000 plaatsen voor evenementen - genaamd Galaxie -, een kunstijsbaan, enkele bioscopen, een dierentuin, het Parc Zoologique d'Amnéville, en een groot aquarium.

## Geschiedenis
In de middeleeuwen behoorde Amnéville tot het hertogdom Bar. In 1480 kwam het toe aan het hertogdom Lotharingen. 
In Amnéville ontwikkelde zich staalindustrie. Na de Frans-Duitse Oorlog kwam de gemeente met de rest van Moselle toe aan het Duitse Keizerrijk. De historische Duitse naam Amenweiler werd in 1902 gewijzigd in Stahlheim of Amnéville-Stahlheim, verwijzend naar de aanwezige industrie. In 1919 werd Amnéville terug Frans, maar tussen 1940 en 1944 was de gemeente weer Duits. In 1944 liep de gemeente zware oorlogsschade op.
In 1965 werd Jean Kiffer burgemeester van Amnéville. Hij leidde de transformatie van Amnéville van een industriegemeente naar een kuuroord en een recreatiecentrum.

## Geografie
De oppervlakte van Amnéville bedroeg op 1 januari 2022 10,46 vierkante kilometer; de bevolkingsdichtheid was toen 1.037,6 inwoners per km². In de gemeente ligt spoorwegstation Gandrange-Amnéville.

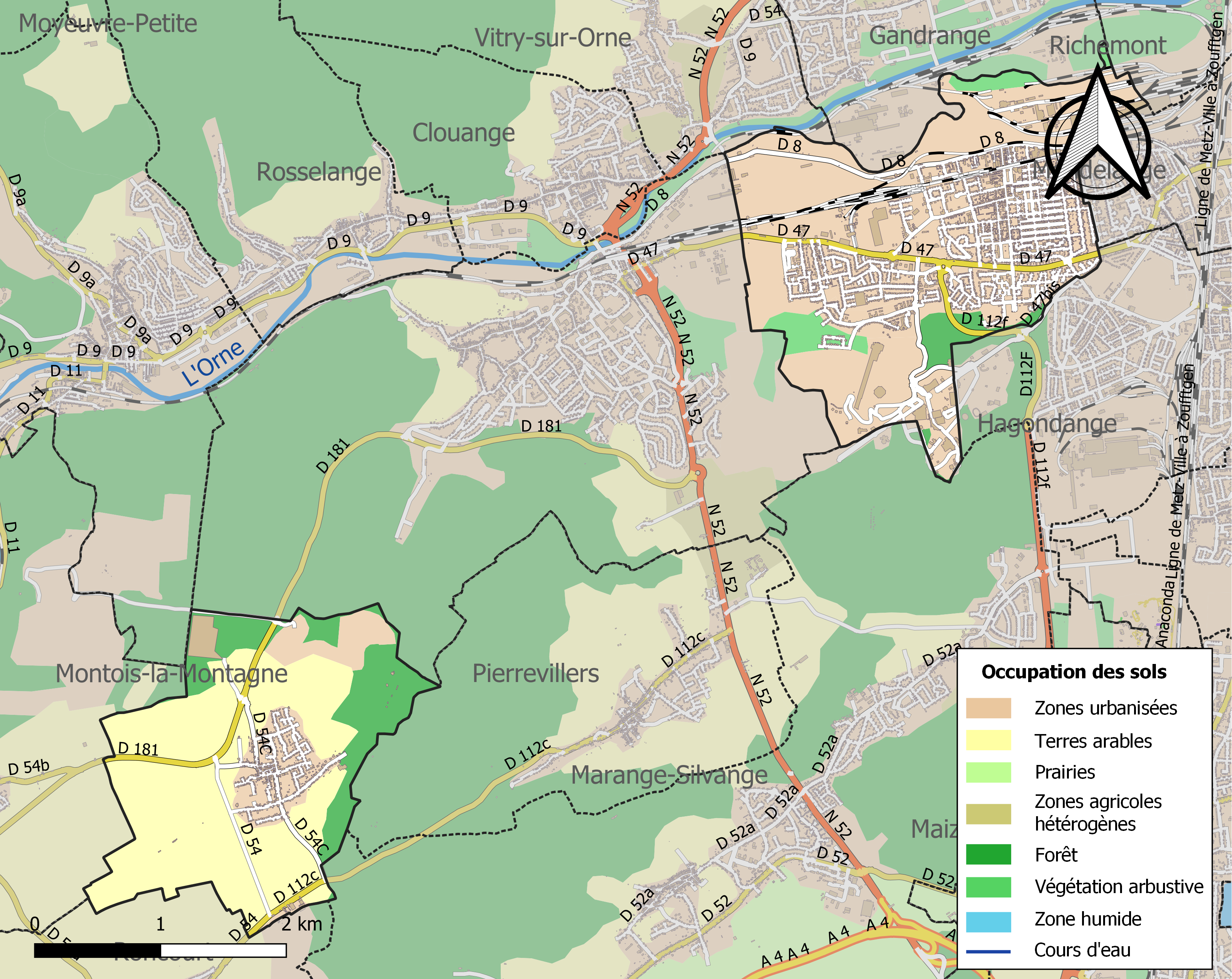
Kaart van de gemeente met de belangrijkste infrastructuur, bodemgebruik en omliggende gemeenten

## Demografie
Onderstaande figuur toont het verloop van het inwonertal (bron: INSEE-tellingen).